# فلوريد الرينيوم السداسي
فلوريد الرينيوم السداسي (أو سداسي فلوريد الرينيوم) هو مركب كيميائي من عنصري الرينيوم والفلور، له الصيغة الكيميائية ReF6، ويكون على شكل سائل عند درجة حرارة الغرفة.

## التحضير
يحضر فلوريد الرينيوم السداسي من تفاعل فلوريد الرينيوم السباعي (سباعي فلوريد الرينيوم) مع الرينيوم في موصدة عند درجات حرارة تصل إلى 300 °س.
{\displaystyle \mathrm {6\ ReF_{7}+Re\longrightarrow 7\ ReF_{6}} }
كما يمكن أن تتم عملية التحضير من التفاعل المباشر للعنصرين المكونين:
{\displaystyle \mathrm {Re+3\ F_{2}\longrightarrow ReF_{6}} }

## الخواص
يكون فلوريد الرينيوم السداسي على شكل سائل عند درجة حرارة الغرفة، والذي يتصلب عند الدرجة 18.5 °س إلى مادة صلبة صفراء، وبالمقابل فإنه يغلي عند 33.7 °س.
يتبلور ReF6 عند الدرجة −140 °س وفق نظام بلوري معيني قائم، حسب الزمرة الفراغية Pnma، وتكون أبعاد الشبكة البلورية a = 9.417 Å و b = 8.570 Å و c = 4.965 Å، بشكل تكون فيه أربع وحدات للصيغة في كل وحدة خلية.

## الاستخدامات
يستخدم سداسي فلوريد الرينيوم في صناعة الإلكترونيات من أجل ترسيب طبقات من الرينيوم على المكونات.